# Snyder Rini
Pour les articles homonymes, voir Rini.
Snyder Rini, né le 27 juillet 1948 à Telina (Îles Salomon britanniques) et mort le 5 août 2025, est un homme d'État salomonais. Il est brièvement Premier ministre, d'avril à mai 2006, et est ensuite ministre des Finances (depuis décembre 2007).

## Biographie
Snyder Rini naît le 27 juillet 1948.

### Carrière
Snyder Rini entre au Parlement en 1997, et obtient le poste de ministre des Finances au sein du gouvernement dirigé par le Premier ministre Manasseh Sogavare (2000-2001). En 2001, à la suite de sa réélection au Parlement, il devient vice-Premier ministre et ministre du Développement. En 2002, il est vice-Premier ministre et ministre des Finances. De 2003 à 2006, il est vice-Premier ministre et ministre de l'Éducation et du développement des ressources humaines.
Aux élections d'avril 2006, Snyder Rini conserve son siège de député. Le Parlement l'élit Premier ministre le 18 avril. Son élection déclenche des émeutes. Les émeutiers affirment que l'élection a été truquée, et que le gouvernement Rini risque d'être influencé par les hommes d'affaires de la communauté sino-salomonaise (notamment Sir Thomas Chan, président du parti que mène Snyder Rini), ainsi que par le gouvernement taïwanais (d'autres parlent au contraire du gouvernement de la république populaire de Chine) .
En réponse aux émeutes, l'Australie, la Nouvelle-Zélande et Fidji fournissent des policiers et soldats supplémentaires aux forces internationales RAMSI déjà présentes aux Îles Salomon.
Le 26 avril, Rini démissionne, et évite ainsi une motion de censure au Parlement. Manasseh Sogavare lui succède. En décembre 2007, Sogavare perd son poste à la suite d'une motion de censure parlementaire, et Derek Sikua devient Premier ministre. Snyder Rini revient alors au gouvernement avec le poste de ministre des Finances.

### Mort
Snyder Rini meurt le 5 août 2025 à l’âge de 77 ans.